# Жак Ваше
Жак Ваше (фр. Jacques Vaché; Лоријен, 7. септембар 1895 — Нант, 6. јануар 1919) је био француски денди, дадаиста, уживалац опијума, претеча надреализма и велики пријатељ Андреа Бретона.
Главни извор информација о Жаку Вашеу је Андре Бретон. Они су се упознали у Нанту почетком 1916. године, у Неуролошком центру, где је Бретон био болничар, а Ваше је лечио повреду на листу. „Веома елегантан, црвенокоси младић“ моментално је пробудио Бретоново интересовање, и они су остали блиски пријатељи све до Вашеове смрти. Посредством Бретона ("Највише дугујем Жаку Вашеу") и његових сарадника у часопису "Litterature", легендарни Ваше је извршио огроман утицај на париски дадаизам и касније на надреализам.

## Дендизам
Ваше је мењао костиме као глумац, маскирајући се у енглеског џентлмена који је носио монокл (он је често потписивао писма са „Хари Џејмс"), поручника коњице, пилота и доктора, између многих других. У једном писму пише да се прикључио енглеској војсци као тумач, али коју је грану службе он заиста службовао никад није било јасно. „Једна од његових униформи", према Бретону, „била је најукусније скројена и, због тога, исечена на два дела - синтетичка униформа која је са једне стране била савезничка, а са друге непријатељска“.
Била је позната његова опседнутост мушком модом. Овај „последњи бљесак херојства у ери декаденције“ касније је назван дендизмом. Невољан да прихвати вредности друштва у коме живи, денди креира свој лични свет и бира свој морал, као одећу, да би дотерао свој стил. Дендизам је био широко распрострањена појава у дадаизму.

## (Х)умор
Вашеов најодлучнији допринос формирању дадаистичког менталитета био је пропагирање једне врсте ироничног, парадоксалног и понекад насилног "црног хумора", кога је он назвао умоур (изостављено „х“ даје наговештај бурлеске). Та врста претеране и хиперболичне духовитости, коју он представља, је стара традиција у француској књижевности, а у модерну књижевност ју је увео драмски писац и новелиста Алфред Жари, чија дела су имала велики утицај и на дадаизам и на надреализам. Ваше је волео Жарија и тврдио је да постоји велика доза свеприсутности у његовом умоур-у. Ваше је катапултирао Жаријеву врсту хумора у форму прото-дадаизма, чинећи га принципом деловања. „Умоур“, писао је он Бретону, намерава да држи свет „у запањеном полу-незнању“ све док траје варничење неких „скандалозних манифестација“.

## Пуцање у масу
Једна таква манифестација одржана је 1917. на премијери Аполинерове “Les Mamelles de Tiresnas”, која је носила поднаслов „надреалистичка драма“. Бретон је и сам био тамо: „Први чин се управо завршио. Један енглески официр је правио огромну буку у оркестри; то није могао бити нико други до он (Ваше). Скандал представе га је страшно узрујао. Ушао је у дворану са револвером у руци, и причао је пуцајући у светину“.
Овај пример (који подсећа на насумично пуцање које је пратило Краванову манифестацију из 1914) је Бретон искористио у Другом надреалистичком манифесту (1929): „Најједноставније деловање надреалисте састоји се од излазка на улицу, са револвером у руци, и насумичног пуцања у гомилу, онолико колико је човек у стању“.
Вашеова претња насумичном паљбом била је „критична провокација“ посебно када је имплицитно сумњала у главну авантуру у којој се свет тада ангажовао - ако је "реализам" био да се људи убијају зато што носе немачке униформе, „надреализам“ је требало да потражи мало јасније принципе.

## Смрт
Главно дело Вашеовог живота је било његово напуштање истог. Његово самоубиство, 1919. године, превеликом дозом опијума (он је био искусан зависник), одмах је испунило нихилистичке импликације његовог душевног стања и осигурало његову легенду. Са њим је умро још један младић, а трећи са те забаве је преживео своју превелику дозу. Веома је могуће, како примећује Бретон, да су Вашеови несрећни другови били неискусни са дрогама и да је „Ваше, нестајући, желео да направи последњу практичну шалу на њихов рачун“.
"Откад је све што посматрамо лажно, последица догађаја није важнија од избора између колача и трешања после вечере", говорио је Ваше.